# Celsiella
Celsiella is een geslacht van kikkers uit de familie glaskikkers (Centrolenidae). De groep werd voor het eerst wetenschappelijk beschreven door Juan M. Guayasamin, Santiago Castroviejo-Fisher, Linda Trueb, José Ayarzagüena, Marco Rada en Carles Vilà in 2009.
Er zijn twee soorten die voorkomen in Zuid-Amerika; beide soorten zijn endemisch in Venezuela.

## Soorten
Geslacht Celsiella
- Soort Celsiella revocata
- Soort Celsiella vozmedianoi

Celsiella · Hyalinobatrachium